# Вилхелм Шенк фон Щауфенберг
Йохан Вилхелм Шенк фон Щауфенберг (на немски: Johann Wilhelm Schenk von Stauffenberg; * 1573; † 20 декември 1644) e благородник от род Шенк фон Щауфенберг при Хехинген в Баден-Вюртемберг.
Той е син на Албрехт Шенк фон Щауфенберг († 19 август 1593, Вилфлинген) и втората му съпруга Вероника Фогт цу Алт-Зумерау. Внук е на Себастиан Шенк фон Щауфенберг († 11 ноември 1564) и Анна фон Рехберг-Илерайхен († пр. 1540).
Полусестра му Анна Шенк фон Щауфенберг († ок. 1620) се омъжва през октомври 1587 г. за Фердинанд фон Ридхайм (* 12 март 1543, Калтенберг; † пр. 1611).
Фамилията „Шенк фон Щауфенберг“ се нарича през 1317 г. на построения от тях замък Щауфенберг през 12 век. Фамилията е издигната през 1692 г. на имперски фрайхер и 1785 г. на имперски граф.

## Фамилия
Вилхелм Шенк фон Щауфенберг се жени на 3 ноември 1599 г. в Биберах за Маргарета фон Щадион († сл. 1643), дъщеря на Волф Дитрих фон Щадион (1551 – 1607) и Барбара фон Щайн цум Рехтенщайн († сл. 1572). Те имат десет деца, между тях син:
- Волфганг Фридрих/Йохан Волфганг (Волф) Фридрих Шенк фон Щауфенберг (* 1612/1613; † 19 октомври 1676, Лаутлинген), женен на 14 февруари 1651 г. в Лаутлинген, днес част от Албщат за Анна Барбара фон Вернау (* 1632; † 15 юли 1681, Лаутлинген), дъщеря на Ханс Мартин фон Вернау и Мария Якобина фон Вайкс. Родители на:[3]
  - Йохан Вилхелм (* кръстен в Лаутлинген 24 декември 1652; † 16 ноември 1726, Гайзлинген)
  - Йохан Вернер Шенк фон Щауфенберг (* 8 март 1654, Лаутлинген; † 19 ноември 1717, Дилинген ан дер Донау), фрайхер, женен два пъти
  - Мария Маргарета (* 1656, Лаутлинген; † 21 февруари 1698, Айхщет), омъжена на 9 февруари 1680 г. за фрайхер Йохан Лудвиг Константин фон Улм, фрайхер в Ербах († 1719)
  - Йохан Франц Шенк фон Щауфенберг (* 18 февруари 1658, Лаутлинген; † 12 юни 1740, Мескирх), епископ на Констанц (1704 – 1740), епископ на Аугсбург (1737 – 1740)
  - Йохан Албрехт (* кръстен 24 август 1655, Лаутлинген; † 16 ноември 1728)
  - Йохан Фридрих Шенк фон Щауфенберг (* 30 май 1660, Лаутлинген; † 29 април 1720, Вилфлинген), генерал-фелдмаршал-лейтенант
  - Мария Якобея Барбара (* 1661; † 15 януари 1662, Лаутлинген), умира като дете